# .kw
kw. هو امتداد خاص بالعناوين الإلكترونية (نطاق) domain للمواقع التي تنتمي إلى الكويت.

## نطاقات المستوى الثالث
التسجيلات في المستوى الثالث تحت هذه الأسماء:
- edu.kw: المواقع التعليمية
- com.kw: مواقع الشركات
- net.kw: مواقع الشبكات والمواصلات
- org.kw: المنظمات غير الهادفة للربح
- gov.kw: المواقع الحكومية

## وصلات خارجية
- IANA.kw whois information
- Registry site